# Pimelodella tapatapae
Pimelodella tapatapae är en fiskart som beskrevs av Eigenmann 1920. Pimelodella tapatapae ingår i släktet Pimelodella och familjen Heptapteridae. Inga underarter finns listade i Catalogue of Life.